# Liste des protectorats suisses
 (juin 2011).
Si vous disposez d'ouvrages ou d'articles de référence ou si vous connaissez des sites web de qualité traitant du thème abordé ici, merci de compléter l'article en donnant les références utiles à sa vérifiabilité et en les liant à la section « Notes et références ».
Cet article contient une liste des protectorats suisses.

## Liste des protectorats
| Protectorat      | Statut                   | Dates       | Protecteur(s)                                               | Situation juridique                                |
| ---------------- | ------------------------ | ----------- | ----------------------------------------------------------- | -------------------------------------------------- |
| Gersau           | République               | 1359 - 1798 | LU + UR + SZ + UW                                           | Alliance                                           |
| Engelberg        | Abbaye                   | 1386 - 1798 | LU + SZ + OW + NW                                           | Succession juridique                               |
| La Neuveville    | Ville                    | 1388 - 1798 | BE                                                          | Combourgeoisie                                     |
| Erguël           | Pays                     | 1395 - 1797 | BI                                                          | Droit de bannière                                  |
| Bellelay         | Abbaye                   | 1414 - 1797 | SO + BE (jusqu'en 1528)                                     | Combourgeoisie                                     |
| Muri             | Couvent                  | 1415 - 1798 | ZH + LU + SZ + UW + ZG + GL + UR (dès 1549) + BE (dès 1712) | Succession juridique                               |
| Wettingen        | Couvent                  | 1415 - 1798 | ZH + LU + SZ + UW + ZG + GL + UR (dès 1549) + BE (dès 1712) | Succession juridique                               |
| Toggenbourg      | Pays                     | 1436 - 1718 | SZ + GL                                                     | Combourgeoisie                                     |
| Toggenbourg      | Pays                     | 1718 - 1798 | ZH + BE                                                     | Alliance de protectorat                            |
| Le Landeron      | Ville                    | 1449 - 1783 | SO                                                          | Combourgeoisie                                     |
| Saint-Gall       | Principauté abbatiale    | 1451 - 1798 | ZH + LU + SZ + GL                                           | Alliance (1451), puis traité de protectorat (1479) |
| Rapperswil       | Ville                    | 1464 - 1712 | UR + SZ + UW + GL                                           | Alliance de protectorat                            |
| Rapperswil       | Ville                    | 1712 - 1798 | ZH + BE + GL (protestant)                                   | Alliance de protectorat                            |
| Stein am Rhein   | Ville                    | 1484 - 1798 | ZH                                                          | Alliance de protectorat                            |
| Moutier-Grandval | Prévôté, puis seigneurie | 1486 - 1798 | BE                                                          | Combourgeoisie                                     |
| Haldenstein      | Seigneurie               | 1541 - 1798 | ZH + LU + UR + SZ + UW ZG + GL                              | Traité de protectorat                              |

## Cas particulier de la principauté abbatiale de Saint-Gall
La principauté abbatiale de Saint-Gall avait une situation particulière. En effet, elle était, à la fois :
- un pays allié de la Confédération ; à ce titre, elle disposait même, depuis 1667, d'un siège à la Diète fédérale ;
- un pays protégé ou protectorat des quatre cantons de Zurich, Lucerne, Schwytz et Glaris ; à ce titre, ceux-ci désignaient même, depuis 1479, le capitaine général (en allemand : Landeshauptmann), siégeant à Wil et rémunéré par le prince-abbé de Saint-Gall.